# GxP
A GxP összefoglalja a „jó munkagyakorlati” irányelveket, amelyeknek különösen a gyógyászatban, a gyógyszeriparban és a gyógyszerészeti vegyiparban van jelentőségük. Céljuk a termékek minőségének biztosítása. 
A GxP irányvonalakhoz tartoznak többek között: 
- Good Manufacturing Practice (GMP, Helyes Gyártási Gyakorlat)
- Good Clinical Practice (GCP, Helyes Klinikai Gyakorlat)
- Good Laboratory Practice (GLP, Helyes Laboratóriumi Gyakorlat)
- Good Pharmacovigilance Practice (GVP, Helyes Gyógyszerbiztonsági Gyakorlat)
- Good Distribution Practice (GDP, Helyes Nagykereskedelmi Gyakorlat)
- Good Automated Manufacturing Practice (GAMP, Helyes Automatikus Gyártási Gyakorlat)

A  GxP elnevezés a többi, konkrét irányelv angol nevének az általánosítása. Amint ez a példákból kitűnik, az elnevezések első tagja általában a 'Good' az utolsó pedig a 'Practice' szó, a közbülső tagok utalnak a konkrét területre, innen tehát a rövidítés GxP.
Ilyen irányelveket például az európai (EMEA) és amerikai (FDA) egészségügyi szervek definiálnak ill. hoznak létre.
Az irányelvek összefoglalják az adott területtel kapcsolatos, betartandó előírásokat. A területen aktív cégeknek, szervezeteknek ezen definiált irányelvek alapján kell eljárniuk.   